# Brachyruca
Brachyruca is een geslacht van kevers uit de familie bladkevers (Chrysomelidae).
De wetenschappelijke naam van het geslacht werd in 1898 gepubliceerd door Léon Marc Herminie Fairmaire.

## Soorten
- Brachyruca apicicornis Fairmaire, 1898